# شیمدو پایا
شیمدو پایا یا خدای بزرگ طلایی، (برمه‌ای: ရွှေမောဓော ဘုရား [ʃwè mɔ̀dɔ́ pʰəjá]) نام معبدی است مربوط به بودائیان که در شهر باگو، کشور میانمار قرار گرفته‌است. ارتفاع این بنا ۱۱۴ متر بوده که بلندترین معبد در کشور میانمار محسوب می‌شود.

## تاریخچه
این معبد در حدود قرن دهم میلادی ساخته شده است، این مکان بارها به دلیل زمین‌لرزه آسیب جدی دیده و بخش‌هایی از آن از بین رفته است. آخرین آسیب‌هایی که این بنا دیده است، مربوط به سالهای ۱۹۱۷ و ۱۹۳۰ است که با زمین‌لرزه‌هایی شدید، بخش‌هایی از این آثار زیبای تاریخی از بین رفت. ارتفاع معبد اصلی، ۲۱ متر بوده است که پس از مرمت آن در سال ۱۹۵۴ این ارتفاع تغییر کرده و گنبد کنونی ساخته شده‌است. احتمال داده می‌شود این معبد برای نگهداری از تعدادی از تار موهای بودا ساخته شده است. در سال ۹۸۲ نیز یادبودی از دندان‌های بودا به این معبد اضافه شد. همچنین تاج سومین پادشاه میانمار به نام باینانگ (به انگلیسی: Bayinnaung)، سایه‌بان سلطنتی بوداوپایا (به انگلیسی: Bodawpaya) ششمین پادشاه میانمار و ناقوسی که توسط شانزدهمین پادشاه برمه به این مکان اهدا شده است نیز در این معبد نگهداری می‌شود. ارتفاع گنبد کنونی ۱۱۴ متر است که بلندترین گنبد میانمار محسوب می‌شود. جشنواره سالانه پاگودا یک رویداد ۱۰ روزه است که در این مکان برگزار می‌شود.

## ویژگی‌های معبد
این معبد، با تعداد زیادی مجسمه تزئین شده و در بالای آن، الماسی بزرگ کار گذاشته شده است. دو مجسمه بزرگ از شیر که در ورودی این معبد قرار گرفته‌اند، نمادی از نگهبانان این معبد می‌باشند. علاوه بر معبد، اماکن تزئینی بسیاری در فضای اطراف این زیارتگاه وجود دارند. همچنین یک موزه کوچک در فضای خارجی این معبد تهیه شده و در آن آثار باستانی کشف شده از این منطقه به نمایش گذاشته شده است. این معبد، در جاده پاگودا در نزدیکی کاخ طلایی (به انگلیسی: Kanbawzathadi) در شرق بزرگراه ملی NH1 قرار دارد.

## تقدس
از آنجا که این بنا، آثاری و یادگاری‌های بسیاری از بودا را در خود جای داده‌است، همواره مورد تقدس بودائیان بوده است. همین تقدس سبب می‌شود تا این مکان مورد بازدید گردشگران قرار نگیرد و بازدیدکنندگان تنها می‌توان از بیرون معبد دیدن کنند. همچنین در اطراف معبد، زیارتگاه‌های هشتگانه‌ای وجود دارند که محل زیارت بودائیان می‌باشند.

## نگارخانه

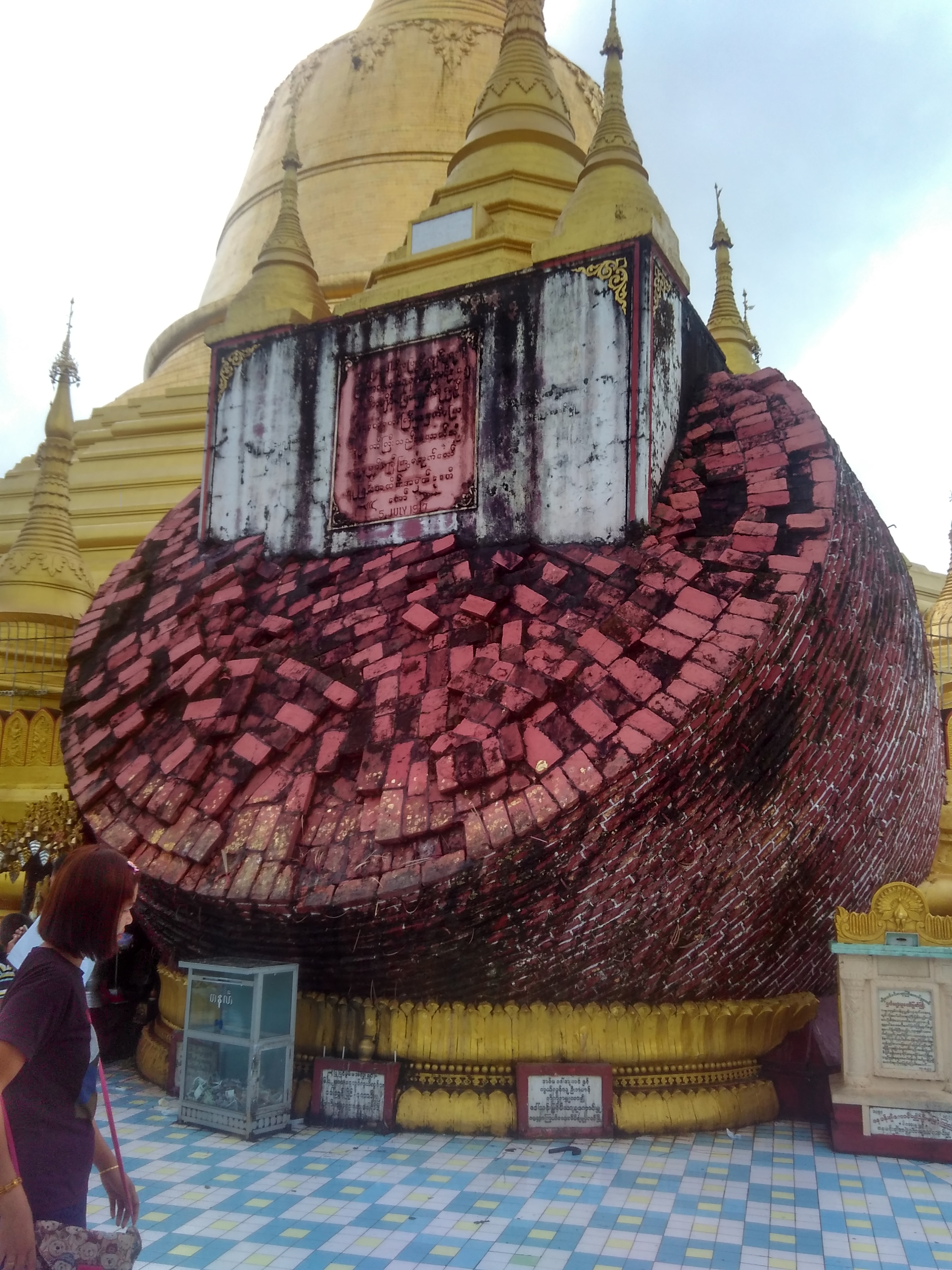
سایه‌بان سلطنتی قدیمی که در زلزله ۱۹۱۷ فروریخت.
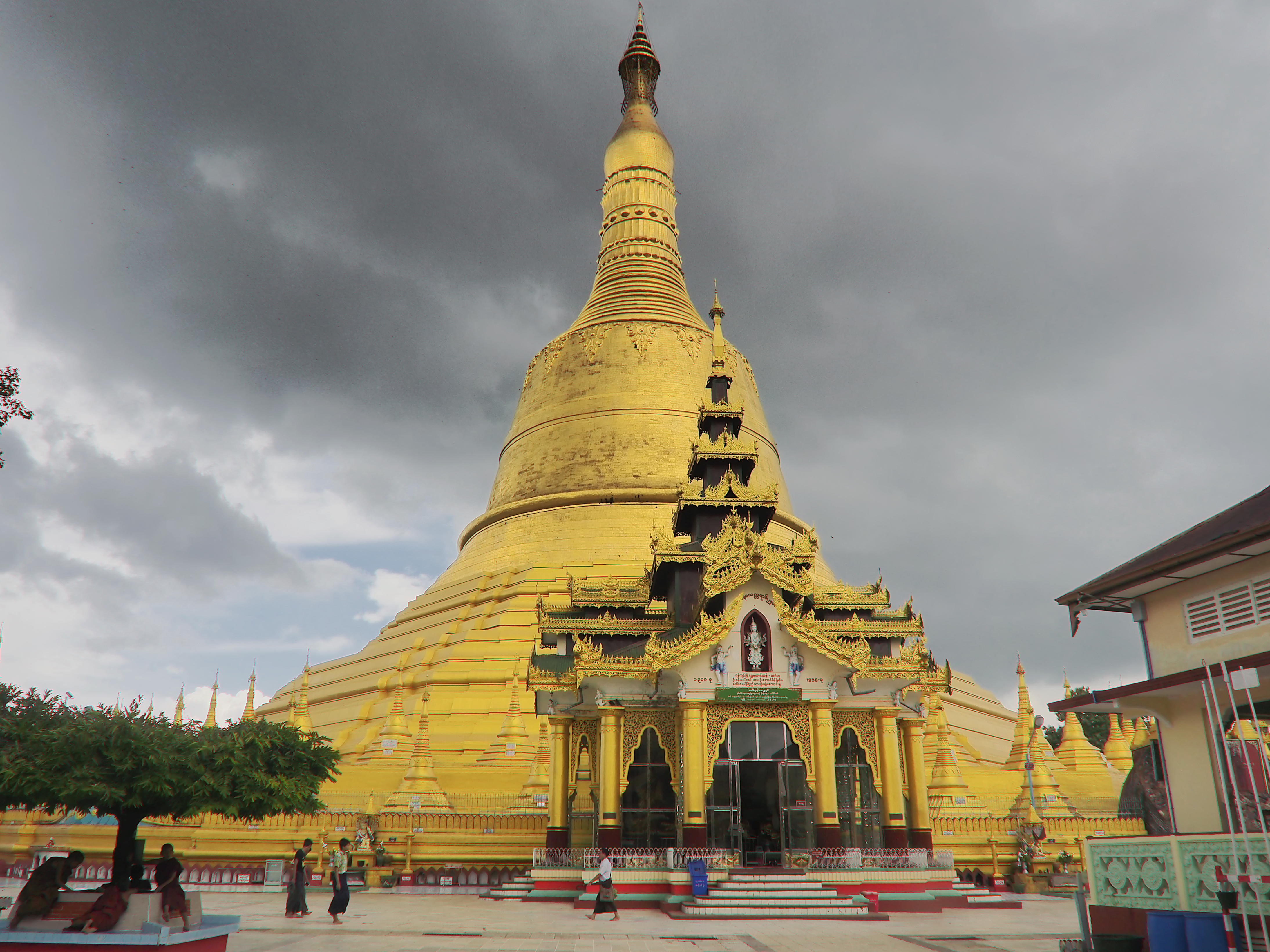
نمایی از گنبد معبد
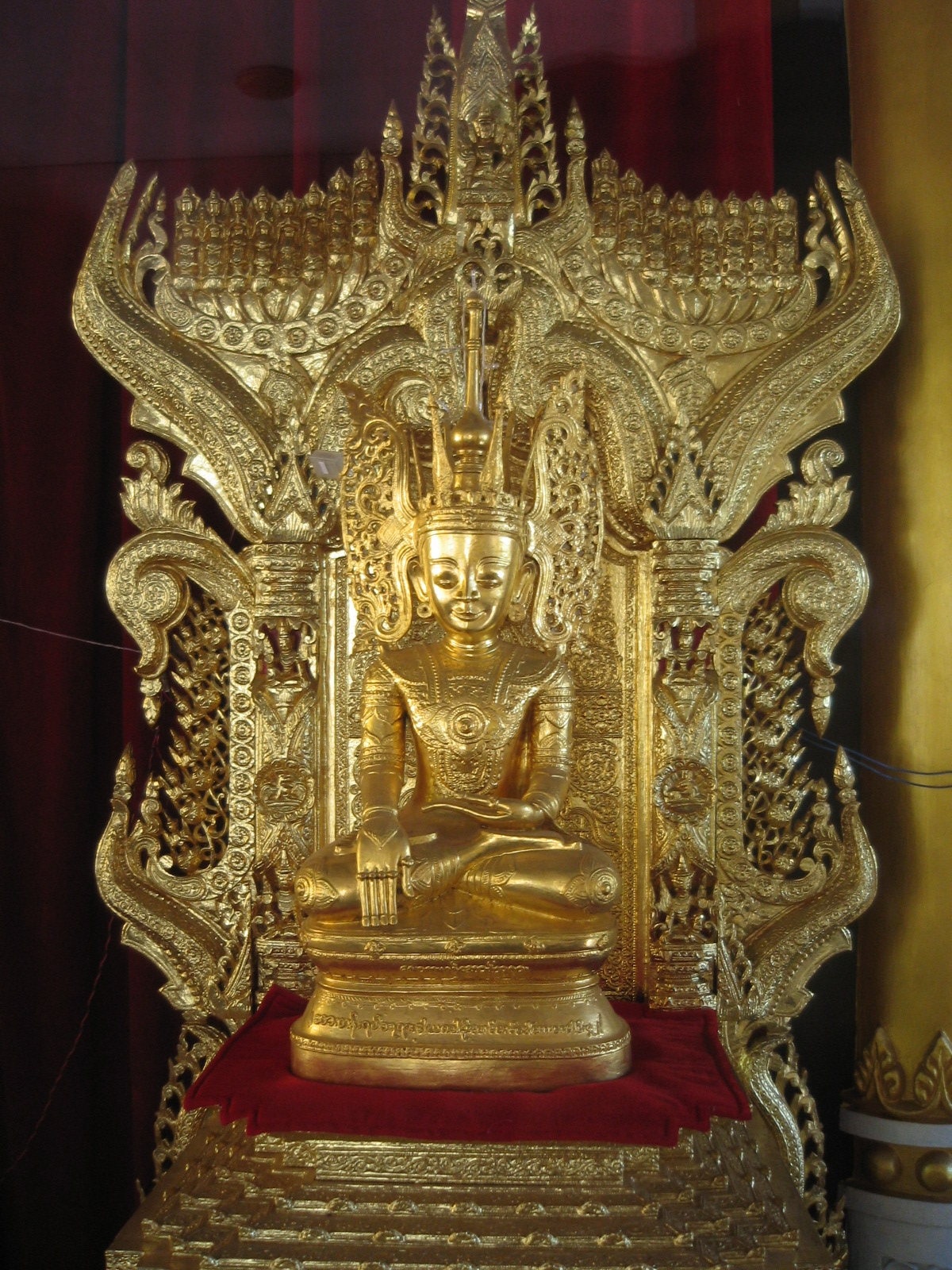
مجسمه‌ای از بودا در معبد
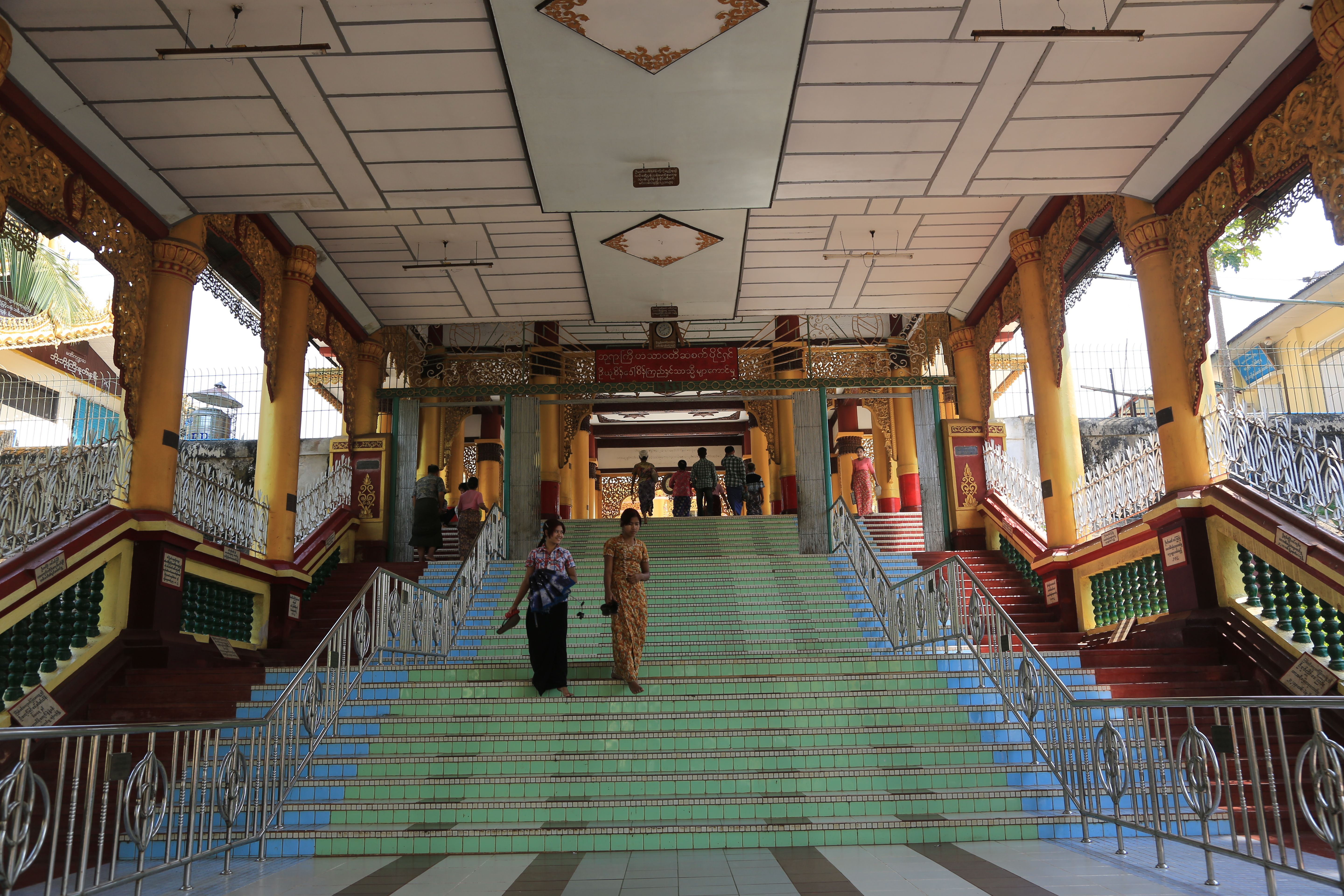
نمای درونی معبد
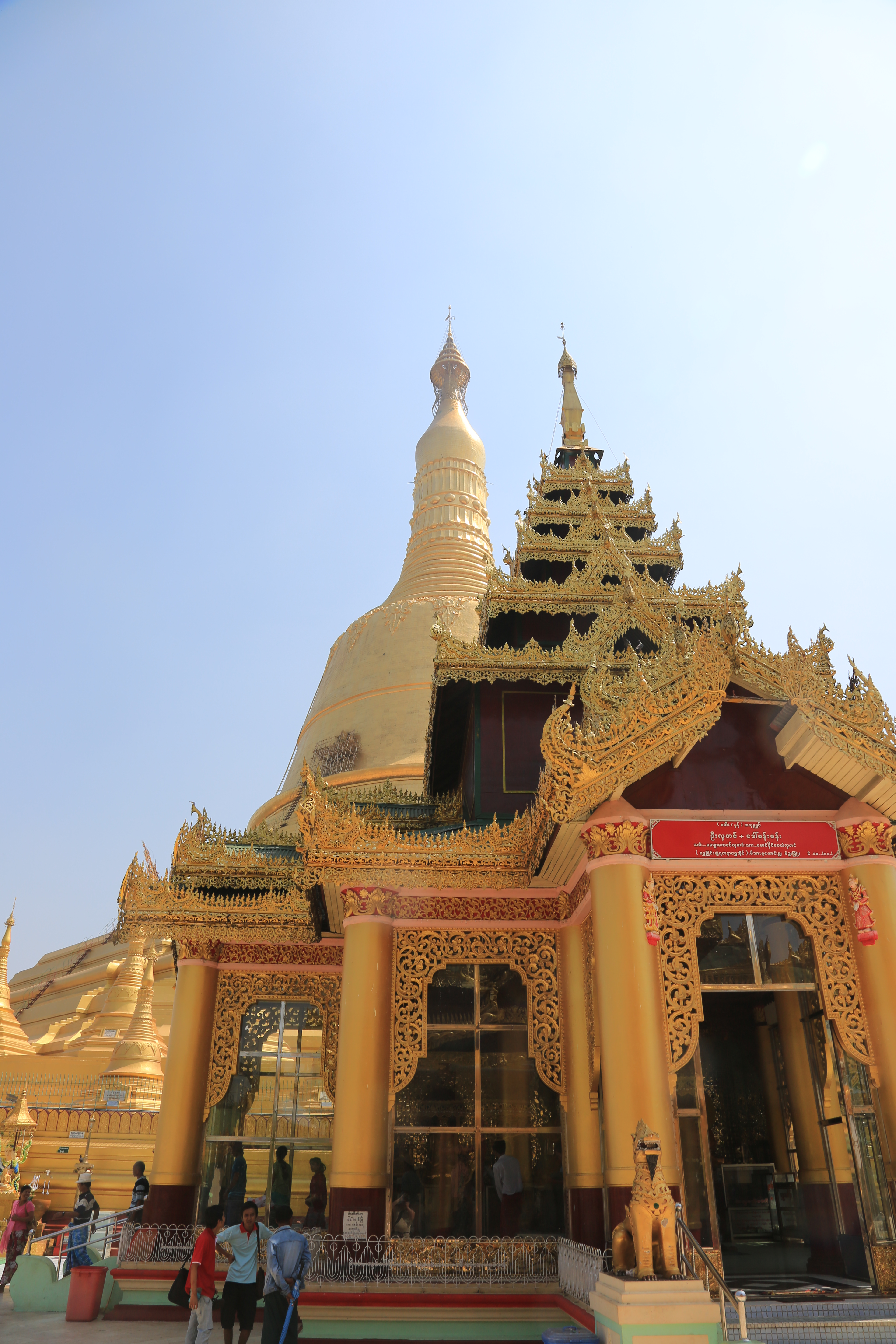
نمای بیرونی معبد